# Euthyprosopiella mendocina
Euthyprosopiella mendocina là một loài ruồi trong họ Tachinidae.